# Michael Shannon
Michael Shannon, född 7 augusti 1974 i Lexington, Kentucky, är en amerikansk skådespelare bland annat känd för sin roll i filmen Revolutionary Road och TV-serien Boardwalk Empire. För sin roll i Revolutionary Road oscarnominerades han i kategorin "Bästa manliga biroll" 2009. Han har även medverkat i många teaterpjäser.

## Filmografi, i urval
- 1993 – Måndag hela veckan
- 2001 – Vanilla Sky
- 2001 – Pearl Harbor
- 2002 – 8 Mile
- 2003 – Kangaroo Jack
- 2003 – Bad Boys II
- 2004 – Dead Birds
- 2006 – Bug
- 2007 – Before the Devil Knows You're Dead
- 2008 – Revolutionary Road
- 2009 – Missing Person
- 2010 – The Runaways
- 2010 – Jonah Hex
- 2010–2014 – Boardwalk Empire (TV-serie)
- 2011 – Take Shelter
- 2012 – Mud
- 2012 – Premium Rush
- 2012 – The Iceman – Richard Kuklinski
- 2013 – Man of Steel
- 2013 – The Harvest
- 2014 – Young Ones
- 2014 – 99 Homes
- 2015 – Freeheld
- 2015 – The Night Before
- 2016 – Batman v Superman: Dawn of Justice
- 2016 – Midnight Special
- 2016 – Frank & Lola
- 2016 – Elvis & Nixon
- 2016 – Nocturnal Animals
- 2017 – The Shape of Water
- 2018 – Waco (TV-serie)
- 2019 – Knives Out
- 2022 – Bullet Train
- 2023 – The Flash
- 2025 – Death by Lightning (TV-serie)
- 2025 – Nuremberg